# Cornelio Firmano
Cornelio Firmano (Macerata, 1532 o 1533 – Macerata, 5 luglio 1588) è stato un vescovo cattolico italiano.

## Biografia
Nacque a Macerata probabilmente nel 1532 o nell'anno successivo, membro di una famiglia della nobiltà cittadina; alcuni suoi parenti ricoprivano le principali cariche civili ed ecclesiastiche maceratensi. Intraprese gli studi giuridici fino a conseguire il titolo di dottore in utroque iure il 22 aprile 1556 presso l'università di Macerata, dove restò, in qualità di lettore, anche per gli anni 1557 e 1559. In questi stessi anni si avviò alla carriera ecclesiastica, diventando prevosto del capitolo di San Salvatore, dopo la rinuncia dello zio Giuliano.
Dal 1565 al 1574 fu maestro delle cerimonie pontificie.
Il 9 gennaio 1574 fu nominato vescovo di Osimo. Il 12 giugno 1576 presiedette un sinodo diocesano, nel quale furono approvati cinquanta capitoli di costituzioni riguardanti la disciplina del clero, in attuazione del Concilio di Trento. Queste Constitutiones in dioecesana synodo promulgatae furono pubblicate a Macerata nel 1579.
Morì il 5 luglio 1588 a Macerata e fu sepolto nella chiesa di San Salvatore.

## Genealogia episcopale
La genealogia episcopale è:
- Cardinale Scipione Rebiba
- Vescovo Cornelio Firmano